# NGC 5961
NGC 5961 est une petite galaxie spirale située dans la constellation de la Couronne boréale. Sa vitesse par rapport au fond diffus cosmologique est de 1 935 ± 21 km/s, ce qui correspond à une distance de Hubble de 28,5 ± 2,0 Mpc (∼93 millions d'al). NGC 5961 a été découverte par l'astronome français Édouard Stephan en 1880.

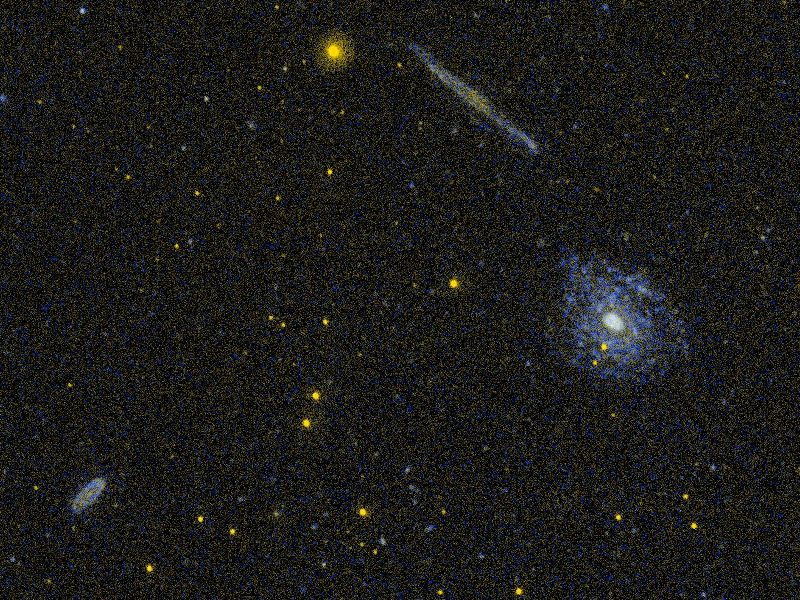
NGC 5961, NGC 5963 et NGC 5965 en ultraviolet par le satellite GALEX.

NGC 5961 est possiblement une galaxie du champ, c'est-à-dire qu'elle n'appartient pas à un amas ou un groupe et qu'elle est donc gravitationnellement isolée.
À ce jour, trois mesures non basées sur le décalage vers le rouge (redshift) donnent une distance de 32,700 ± 4,715 Mpc (∼107 millions d'al), ce qui est à l'intérieur des valeurs de la distance de Hubble.